# Helena von Zweigbergk

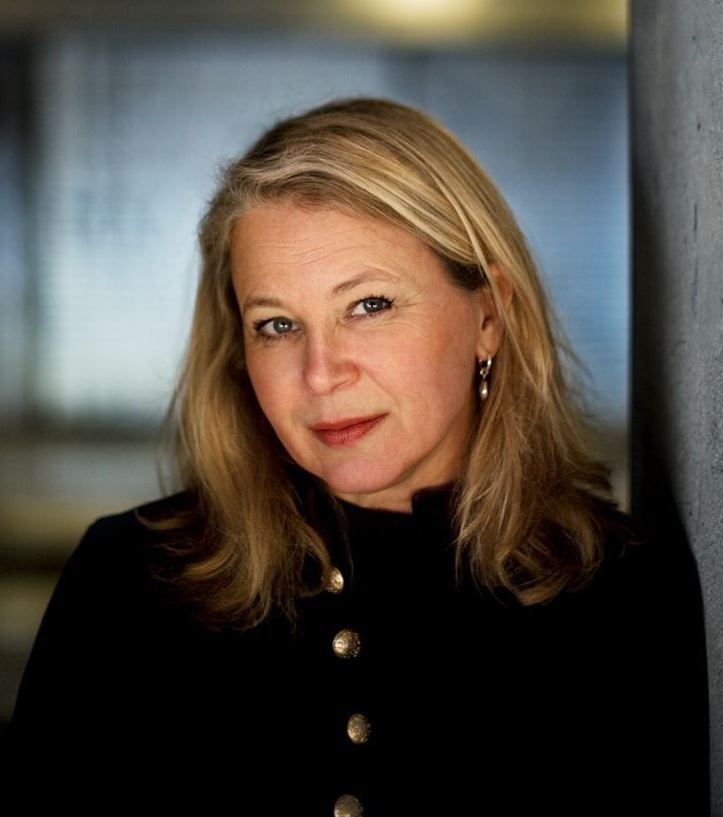
Helena von Zweigbergk (2011)

Helena Johanna von Zweigbergk (* 18. Februar 1959 in Stockholm) ist eine schwedische Autorin, Journalistin und Filmrezensentin.

## Leben
Von Zweigbergk wuchs mit zwei Schwestern bei der alleinerziehenden Mutter im Stockholmer Stadtbezirk Östermalm auf. Ihre Eltern ließen sich scheiden, als sie drei Jahre alt war. Sie studierte an der Universität Stockholm.
In den 1990er Jahren erlangte von Zweigbergk durch das populäre schwedische Radioprogramm Spanarna Bekanntheit. Ihr schöngeistiges Literaturdebüt gab sie mit einer Krimiserie über die Gefängnispfarrerin Ingrid Carlberg. Das erste Buch der Serie „Was Gott nicht sah“ wurde in Schweden 2001 ein großer Erfolg und erschien 2005 auch in deutscher Sprache. Das 1994 zusammen mit der Journalistin Cecilia Bodström veröffentlichte Reportagebuch „Priset man betalar för att slippa kärlek“ (etwa: Was es kostet, nicht zu lieben) behandelt das Thema Prostitution. Außerdem schrieb von Zweigbergk mehrere Filmrezensionen für die Zeitung Dagens Nyheter sowie Kinderbücher.
Mit dem Werk „Tusen skärvor tillit“ (etwa: Tausend Scherben Vertrauen) aus dem Jahr 2005 leitete sie einen neuen Stil ihrer schriftstellerischen Arbeit ein, der mit einem klaren Blick das Alltagsleben beleuchtet. Sie untersucht die Bemühungen gewöhnlicher Menschen, einen eigenen Standpunkt in ihrem Dasein zu finden, und setzt sich mit deren Beziehungen zu ihren engsten Vertrauten auseinander. Mit „Ur vulkanens mun“ (etwa: Aus dem Mund des Vulkans) gelang ihr in Schweden ein breiter Durchbruch sowohl bei den Lesern als auch bei den Kritikern.
Der 2013 erschienenen Roman „Än klappar hjärtan“ erzählt die Geschichte von drei Schwestern, deren Leben sich dramatisch verändert. Die erste trifft eine alte Liebe, die zweite steckt in einer ökonomischen Krise und die dritte leidet an einer Krankheit. Es wird berichtet, wie wenig sich nahestehende Menschen übereinander wissen.
Als Journalistin arbeitete von Zweigbergk unter anderem für die Zeitung Expressen und von 2006 bis 2007 als Programmleiterin der schwedischen Fernsehshow Filmkrönikan. Sie lebt im Stockholmer Stadtbezirk Södermalm. Mit ihrem Ehemann, dem Schriftsteller Bengt Ohlsson, hat sie zwei Kinder. Ihre Halbschwester ist die Politikerin Amelie von Zweigbergk.

## Werke
- 1994: „Priset man betalar för att slippa kärlek“ (zusammen mit Cecilia Bodström)
- 2001: „Måste vara en prinsessa“ (Kinderbuch, Illustrationen von Jens Ahlbom)
- 2001: „Det Gud inte såg“ (deutsch: Was Gott nicht sah, 2005, ISBN 978-3-596-15793-8)
- 2003: „Kärleken skär djupa spår“ (deutsch: Im Schatten der Sünde, 2007, ISBN 978-3-596-15794-5)
- 2004: „Hon som bar skammen“
- 2004: „Svarta diamanter: elva berättelser om liv och död“
- 2005: „Tusen skärvor tillit“
- 2006: „Fly för livet“
- 2008: „Ur vulkanens mun“
- 2009: „Sånt man bara säger“
- 2012: „Anna och Mats bor inte här längre“
- 2013: „Än klappar hjärtan“
- 2015: „Kärleken till livet“ (deutsch: Listen to my heart / Meine Liebe zum Leben, 2016, Edel Verlag, Übersetzerin: Ulrike Brauns, Co-Autorin Marie Fredriksson, ISBN 978-3841904881)
- 2018: „Totalskada“ (deutsch: Totalschaden, 2020, Nagel und Kimche Verlag, Übersetzerin: Hedwig M. Binder)